# Juri Jewgenjewitsch Perlin
Juri Jewgenjewitsch Perlin (russisch Юрий Евгеньевич Перлин; * 17. Septemberjul. / 30. September 1917greg. in Kirsanow; † 10. März 1990 in Kischinau) war ein sowjetischer Theoretischer Physiker, Festkörperphysiker und Hochschullehrer.

## Leben
Juri Perlins jüdischer Vater Jewgeni Isaakowitsch Perlin war Professor der Philologie an der Universität Kiew. Er war befreundet mit dem Pianisten Heinrich Neuhaus und dem Dichter Boris Pasternak, die oft im Hause Perlins weilten.
Juri Perlin besuchte die Kiewer Schule Nr. 45 und begann 1936 das Physik-Studium an der Universität Kiew. Im gleichen Jahr wurde sein Vater zusammen mit elf anderen Professoren der Universität Kiew der Beteiligung am rechtstrotzkistisch-menschewistischen Block beschuldigt und erschossen. Juri und seine Mutter Rebekka Iosifowna wurden als Mitglieder einer Vaterlandsverräterfamilie nach Kasachstan in das Dorf Uil bei Aktobe deportiert, wo Juri in der Mittelschule Physik unterrichtete. 1939 durfte er nach Kiew zurückkehren und sein Studium an der Universität Kiew fortsetzen. Nach dem Überfall auf die Sowjetunion wurden die fortgeschrittenen Studenten der Kiewer Universität nach Saratow evakuiert, so dass Juri Perlin aufgrund des Studienverkürzungsprogramms 1941 sein Studium an der Universität Saratow abschloss.
Nach dem Studium arbeitete Perlin kurz als Physik-Lehrer in der Stadt Engels,  bevor er zur Armee einberufen wurde. Nach der Ausbildung an der Militärschule für Verbindungsoffiziere in Uljanowsk diente er bei der technischen Truppe als Kommandeur eines auf drei Studebaker-Lastkraftwagen installierten Senders der Armee-Radiostation. Einige Zeit diente die Radiostation als Vertretung Polens in der Sowjetunion.
Nach der Demobilisierung im Oktober 1945 arbeitete Perlin als Physik-Lehrer an der Kiewer Schule der Arbeiterjugend. Vom September 1946 bis 1949 war er Aspirant am Institut für Physik der Akademie der Wissenschaften der Ukrainischen Sozialistischen Sowjetrepublik (AN-USSR) (zusammen mit K. B. Tolpygo und I. M. Dykman) zur Anfertigung einer Kandidat-Dissertation bei S. I. Pekar, die Perlin 1950 erfolgreich verteidigte. Bei Pekar erzielte er wichtige Ergebnisse zur Polaronentheorie.
Nach der Verteidigung seiner Kandidat-Dissertation wurde Perlin Lektor am Lehrstuhl für Experimentalphysik der Moldauischen Staatlichen Universität in Kischinau. 1952 folgte die Ernennung zum Dozenten, und schon im Oktober 1953 wurde er auf den für ihn eingerichteten Lehrstuhl für Theoretische Physik berufen, den er bis 1988 leitete. Auch hielt er Vorlesungen an der Staatlichen Ion Creangă-Hochschule für Pädagogik in Kischinau. Bei seiner wissenschaftlichen Arbeit konzentrierte er sich auf die Theorie der Elektron-Phonon-Wechselwirkung in Kristall-Störstellen. 1959 gründete er zusammen mit anderen die Abteilung für Theoretische Physik der Moldauischen Akademie der Wissenschaften. 1961 verteidigte er erfolgreich seine Doktor-Dissertation im Leningrader Physikalisch-Technischen Institut und wurde zum Doktor der physikalisch-mathematischen Wissenschaften promoviert. Zusammen mit seinem Schüler B. S. Zukerblat lieferte Perlin wichtige Beiträge zur Theorie der Mehrphononen-Prozesse in Störstellen mit kleinem Radius. Auch trug er mit seinen Schülern zur Theorie des Jahn-Teller-Effekts bei. 1970 wurde er Korrespondierendes Mitglied der Moldauischen Akademie der Wissenschaften. Er arbeitete auch in der Abteilung für Quantenchemie der Moldauischen Akademie der Wissenschaften mit. Er war Mitherausgeber der Fachzeitschriften Crystal Lattice Defects (USA) und Badania materiałowe (Polen).
Perlin begründete die Kischinau-Schule der Theoretischen Physik und Festkörperphysik, zu der I. B. Bersuker, B. S. Zukerblat, W. A. Kowarski, B. G. Wechter, M. D. Kaplan, B. P. Kowarskaja und viele andere gehörten.

## Ehrungen
- Staatspreis der Moldauischen Sozialistischen Sowjetrepublik